# Чикаго Блэкхокс
«Чика́го Блэ́кхокс» (англ. Chicago Blackhawks) — профессиональный американский хоккейный клуб, выступающий в Национальной Хоккейной Лиге. Клуб базируется в городе Чикаго, штат Иллинойс. Шестикратный обладатель Кубка Стэнли. Домашний стадион — «Юнайтед-центр».

## История
В середине 1920-х годов в доме мультимиллионера Фредерика Маклафлина, сделавшего своё состояние на продаже кофе, раздался телефонный звонок. На другом конце провода были братья Патрик — Фрэнк и Лестер, организаторы Западной хоккейной лиги, которая к тому времени потерпела полный финансовый крах в конкуренции с НХЛ. Братья убедили Маклафлина, бывшего армейского майора, приобрести одну из команд их лиги, перевести её в Чикаго и начать делать деньги в НХЛ. Маклафлин поддался уговорам и за $200 000 купил клуб «Портленд Роузбадс».
В своё время майор служил в 86-й пехотной дивизии Армии США, носившей название «Блэкхок», в честь Чёрного Ястреба («Блэк Хок»), знаменитого вождя индейского племени сауков проживавшего в XVIII—XIX веках на территории современного штата Иллинойс, так что новому хоккейному бизнесмену не составило большого труда подобрать название своей команде. Маклафлин получил команду, которая уже с первого сезона была конкурентоспособна в НХЛ. В 1931 году «Блэкхокс» дошли до финала, но уступили «Монреаль Канадиенс». Успех пришёл к чикагцам в сезоне-1933/34, когда они финишировали вторыми в регулярном чемпионате. Лучшим у «Блэкхокс» в тот год был голкипер Чарли Гардинер, пропустивший всего 83 шайбы в 48 матчах при 10 матчах на «ноль», а затем своей героической игрой Гардинер помог команде выиграть первый Кубок Стэнли. В тот год Гардинер отдал «Блэкхокс» всё, что мог. Быть может, он чувствовал, что его время на исходе — всего через два дня после победного матча в финале 29-летний Гардинер умер от кровоизлияния в мозг. Без него у «Блэкхокс» не было никаких шансов повторить свой успех.

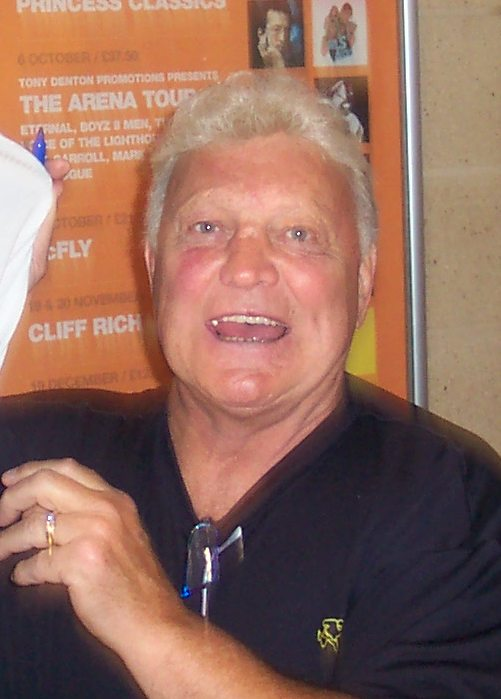
Знаменитый Бобби Халл защищал цвета «Чикаго» 15 сезонов подряд в 1957—1972 годах

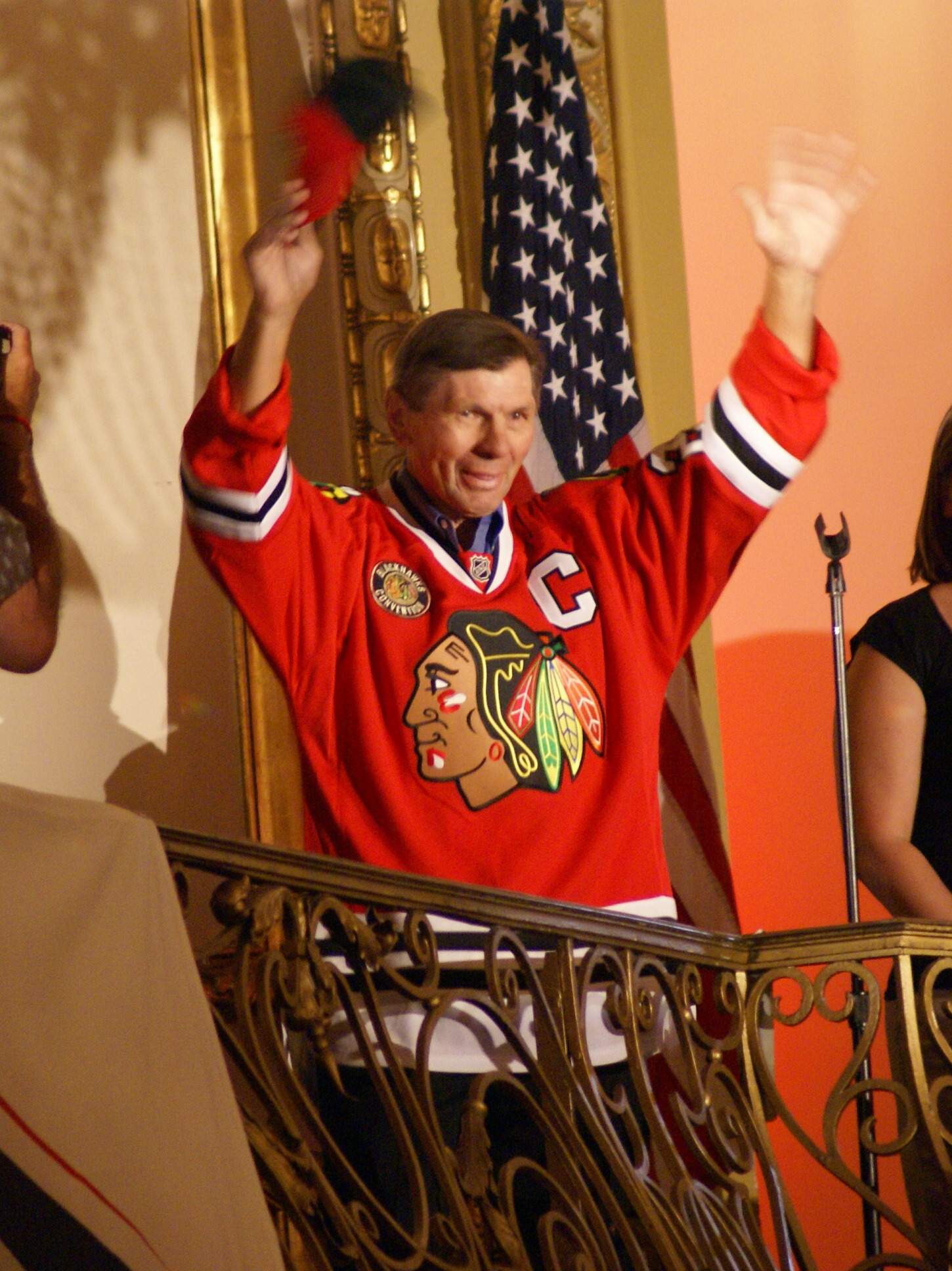
Стэн Микита — рекордсмен клуба по набранным очкам в регулярных сезонах (1467 очков в 1394 матчах)

После неудачного следующего сезона, майор Маклафлин, по своей натуре большой шовинист, решился на перестройку команды, набрав много американских игроков, считая, что «Чикаго» должны представлять американцы. В 1938 году американизированные «Блэкхокс» во главе с тренером-американцем Биллом Стюартом, сотворили сенсацию. Закончив сезон всего лишь с 37 очками в 48 играх, они затем в плей-офф обыграли «Монреаль Канадиенс», «Нью-Йорк Американс» и вышли в финал, где им противостоял «Торонто Мэйпл Лифс». Перед финальной серией стало известно, что лучший игрок «Ястребов», вратарь Майк Каракас не сможет выйти на лёд из-за перелома пальца на ноге. Чикагцы нашли замену — голкипера из Торонто Алфи Моора, игравшего до этого в низших лигах. Он сыграл выше всяких похвал и помог «Блэкхокс» завоевать второй Кубок Стэнли в истории команды. В 1944 году команда чуть было не повторила чуда 1938 года, дойдя до финала после среднего выступления в регулярном чемпионате, но проиграла в последней серии «Монреаль Канадиенс».
Период с середины 1940-х до конца 1950-х годов стал самым беспросветным и худшим в истории «Ястребов». В 11 сезонах из 12 команда даже не могла пробиться в плей-офф. Дела пошли на поправку в начале 1960-х, когда набравшаяся опыта молодёжь, вместе со звёздами — Бобби Халлом, Стэном Микитой, Пьером Пило и вратарём Гленном Холлом помогла в 1961 году вернуть Кубок Стэнли в Чикаго. Последующие четыре года «Блэкхокс» ещё дважды доходили до финала, но не смогли повторить свой успех. В начале 1970-х команда дважды проиграла в финалах «Монреаль Канадиенс», но затем всё же сказалось отсутствие Халла, перешедшего в поисках больших денег в «Виннипег Джетс» в ВХА, и «Ястребы» уже не могли рассчитывать на большие победы.
В 1980-х годах команда то входила в группу лидеров НХЛ, то опускалась до середнячков, но постоянно попадала в плей-офф, однако дальше финалов конференции пройти не могла. Лишь в 1992 году, имея в составе Криса Челиоса, Стива Лармера, молодых восходящих звёзд Джереми Рёника и вратаря Эда Бельфора, «Блэкхокс» вышли в финал Кубка Стэнли (причём «Эдмонтон» и «Детройт» были разгромлены в сериях всухую), но были переиграны «Питтсбург Пингвинз» во главе с Марио Лемьё в 4 матчах. В 1998 году, в первый раз за последние 38 сезонов «Чикаго Блэкхокс» не смогли пробиться в плей-офф. В команде началась перестройка.
Неудачный сезон-1998/99 подтолкнул руководство команды к решительным шагам по обновлению и омоложению команды. В марте 1999 года из «Чикаго» в «Детройт Ред Уингз» был обменян Крис Челиос, многолетний капитан и один самых популярных игроков «Блэкхокс». Одним из главных приобретений стал российский защитник Борис Миронов, полученный в результате сделки с «Эдмонтон Ойлерз».
Перестройка «Блэкхокс» ознаменовалась тренерской чехардой. Лишь с Брайаном Саттером, взошедшим на тренерский мостик перед сезоном-2001/02, клуб из Чикаго сумел пробиться в плей-офф впервые за пять сезонов. Однако летом 2002 года команда не сумела подписать нового контракта с Тони Амонти, а попытка заменить его Тео Флёри обернулась полным фиаско. Флёри, страдавший алкоголизмом, лишь ухудшил атмосферу в «Блэкхокс», и клуб полностью провалил вторую часть чемпионата-2002/03, не пробившись в розыгрыш Кубка Стэнли. Абсолютно ничего не улучшилось в сезоне-2003/04. По ходу чемпионата Майк Смит был уволен с поста генерального менеджера, а капитан Алексей Жамнов обменян в «Филадельфию».

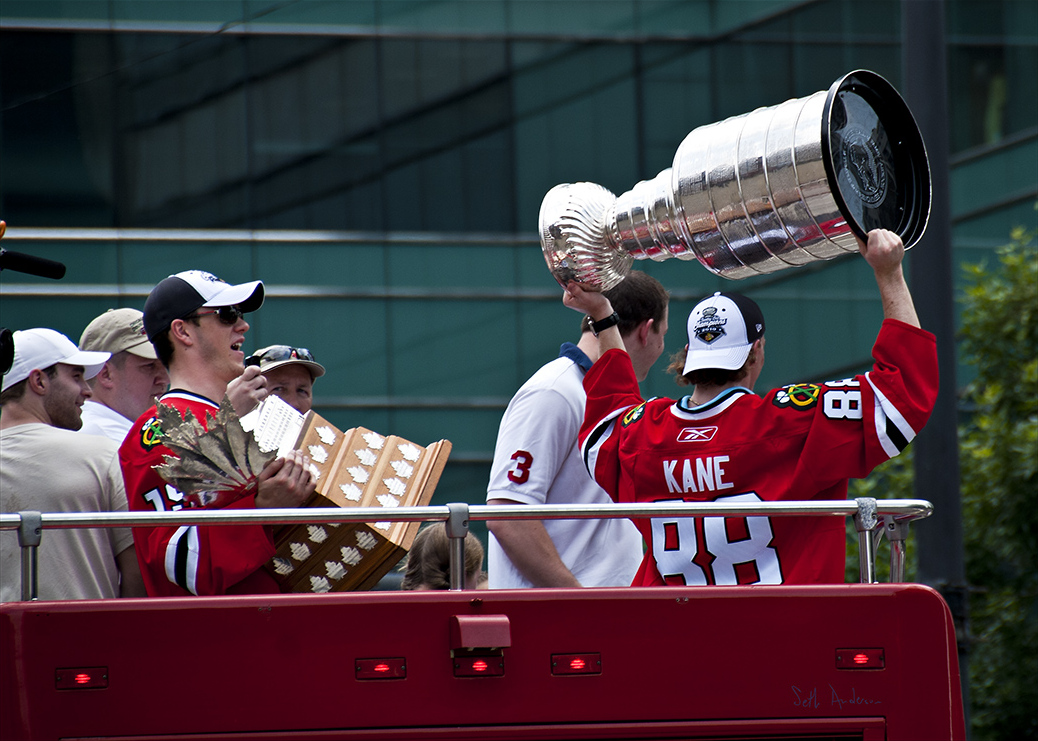
Патрик Кейн (справа) держит Кубок Стэнли, а Джонатан Тэйвз — свой Конн Смайт Трофи после победы клуба в финале Кубка Стэнли 2010 года

После окончания локаута летом 2005 года, «Ястребы» подверглись большим переменам. Новым генеральным менеджером стал Дэйл Таллон, который тут же отказался от услуг Брайана Саттера и пригласил на пост старшего тренера Трента Йони, работавшего долгое время с фарм-клубом. Кроме того, «Чикаго» не поскупилось на рынке свободных агентов, заключив контракты с девятью хоккеистами, включая опытного голкипера Николая Хабибулина, выигравшего в 2004 году Кубок Стэнли с «Тампа-Бэй Лайтнинг». Все эти перемены не дали ничего хорошего. Травмы ведущих хоккеистов, неуверенные действия Хабибулина, слабая игра команды в нападении, привела «Блэкхокс» к новому антирекорду — 56 поражений (13 из них в овертайме и по буллитам) в сезоне.
На драфте 2007 года под первым номером был выбран 18-летний американец Патрик Кейн который явно усилил команду и в первом сезоне получил Колдер Трофи, набрав 72 очка (21+51) в 82 матчах. С появлением таких игроков как Джонатан Тэйвз, Мариан Хосса, Патрик Шарп, Данкан Кит, Брент Сибрук и др., а также назначением на пост главного тренера опытного Джоэля Кенневилля, команда стала одним из лидеров лиги. В 2009 году впервые за семь лет клуб вышел в плей-офф, где впервые с 1995 года дошёл до финала конференции, в котором уступил «Детройту» в пяти матчах. В 2010 году, спустя 49 лет, им снова удалось выиграть Кубок Стэнли, а 22-летний форвард Джонатан Тэйвз, набравший 29 очков (7+22) в 22 матчах плей-офф, получил Конн Смайт Трофи. В двух следующих сезонах «ястребы» вылетали в первом раунде плей-офф (в 2011 году «Чикаго» уступил в 7 матчах «Ванкуверу», а в 2012 году — в 6 матчах «Финиксу»). Зато в сезоне 2012/13 годов, укороченном из-за локаута, «Блэкхокс» сначала уверенно выиграли регулярный чемпионат, выдав на старте серию из 24 матчей подряд с набранными очками (новый рекорд НХЛ), а затем, обыграв в плей-офф поочерёдно «Миннесоту» (4:1), «Детройт» (4:3), «Лос-Анджелес» (4:1) и «Бостон» (4:2), завоевали свой пятый Кубок Стэнли, при этом нападающий Патрик Кейн (19 очков в 23 матчах плей-офф) получил Конн Смайт Трофи, а Тэйвз — Фрэнк Дж. Селки Трофи.
В сезоне 2013/2014 «ястребы» дошли до финала конференции, где в семи матчах уступили «Лос-Анджелес Кингз». В регулярном чемпионате 2014/2015 «Чикаго» занял третье место в Центральном дивизионе, набрав 102 очка (48 побед, 28 поражения, 6 поражений в овертайме) и пропустив вперёд «Сент-Луис Блюз» и «Нэшвилл Предаторз». В первом раунде плей-офф «Блэкхокс» обыграли «Нэшвилл» в шести матчах. Во втором раунде, «всухую» была обыграна «Миннесота Уайлд», а в финале Западной конференции был обыгран чемпион Тихоокеанского дивизиона «Анахайм Дакс», в семи матчах. В финале против «Тампы-Бэй Лайтнинг» хоккеисты из Чикаго праздновали победу в шести матчах, а самым ценным игроком был признан защитник «ястребов» Данкан Кит. Таким образом «Чикаго» завоевал свой шестой Кубок Стэнли в истории и третий за последние 6 лет.
После победы в Кубке Стэнли были подписаны 8-летние контракты на $ 84 млн с лидерами клуба Патриком Кейном и Джонатаном Тейвзом. Также состав «ястребов» пополнили россияне Артем Анисимов и Артемий Панарин. По итогам сезона 2015/16 «Блэкхокс» заняли 3-е место в Центральном дивизионе, а в плей-офф уступили в первом раунде в семи матчах «Сент-Луис Блюз». При этом по итогам регурного чемпионата Кейн стал обладателем Арт Росс Трофи, а Панарин – Колдер Трофи.

## Статистика
| Обладатель Кубка Стэнли | Чемпион конференции | Чемпион дивизиона | Лидер лиги |

Обозначения: И = Сыгранные игры, В = Победы, П = Поражения, ПО = Поражения в овертайме и по буллитам, ГЗ = Голов забито, ГП = Голов пропущено
| Сезон НХЛ | Сезон команды | И  | В  | П  | ПО | Очки | ГЗ  | ГП  | Место          | Плей-офф |
| 2018–19   | 2018–19       | 82 | 36 | 34 | 12 | 84   | 270 | 292 | 6, Центральный | Не участвовали                                                                                              |
| 2019–20   | 2019–20       | 70 | 32 | 30 | 8  | 72   | 212 | 218 | 7, Центральный | Победа в квалификационном раунде, 3–1 (Эдмонтон Ойлерз) Поражение в первом раунде, 1–4 (Вегас Голден Найтс) |
| 2020–21   | 2020–21       | 56 | 24 | 25 | 7  | 55   | 161 | 186 | 6, Центральный | Не участвовали                                                                                              |
| 2021–22   | 2021–22       | 82 | 28 | 42 | 12 | 68   | 219 | 291 | 7, Центральный | Не участвовали                                                                                              |
| 2022–23   | 2022–23       | 82 | 26 | 49 | 7  | 59   | 204 | 301 | 8, Центральный | Не участвовали                                                                                              |
| 2023–24   | 2023–24       | 82 | 23 | 53 | 6  | 52   | 179 | 290 | 8, Центральный | Не участвовали                                                                                              |
| 2024–25   | 2024–25       | 82 | 25 | 46 | 11 | 61   | 226 | 296 | 8, Центральный | Не участвовали                                                                                              |

## Команда

### Текущий состав
| №                         | Игрок            | Страна                    | Хват    | Дата рождения             | Рост (см) | Вес (кг) | Средняя зарплата ($) | Контракт до |
| Вратари                   | Вратари          | Вратари                   | Вратари | Вратари                   | Вратари   | Вратари  | Вратари              | Вратари     |
| ------------------------- | ---------------- | ------------------------- | ------- | ------------------------- | --------- | -------- | -------------------- | ----------- |
| 30                        | Спенсер Найт     | Соединённые Штаты Америки | Левый   | 19 апреля 2001 (24 года)  | 191       | 88       | 4,500,000            | 2025/26     |
| 33                        | Дрю Коммессо     | Соединённые Штаты Америки | Левый   | 19 июля 2002 (23 года)    | 188       | 82       | 925,000              | 2025/26     |
| 39                        | Лоран Броссуа    | Канада                    | Левый   | 23 марта 1993 (32 года)   | 191       | 92       | 3,300,000            | 2025/26     |
| 40                        | Арвид Сёдерблум  | Швеция                    | Левый   | 19 августа 1999 (25 лет)  | 191       | 86       | 2,750,000            | 2026/27     |
| Защитники                 |                  |                           |         |                           |           |          |                      |             |
| 5                         | Коннор Мерфи — А | Соединённые Штаты Америки | Правый  | 26 марта 1993 (32 года)   | 193       | 96       | 4,400,000            | 2025/26     |
| 6                         | Сэм Ринзел       | Соединённые Штаты Америки | Правый  | 25 июня 2004 (21 год)     | 193       | 80       | 941,667              | 2026/27     |
| 14                        | Кевин Корчински  | Канада                    | Левый   | 21 июня 2004 (21 год)     | 191       | 84       | 918,333              | 2025/26     |
| 38                        | Итан Дель Мастро | Канада                    | Левый   | 15 января 2003 (22 года)  | 193       | 93       | 855,833              | 2025/26     |
| 42                        | Нолан Аллан      | Канада                    | Левый   | 28 апреля 2003 (22 года)  | 188       | 88       | 825,000              | 2025/26     |
| 44                        | Уайетт Кайзер    | Соединённые Штаты Америки | Левый   | 31 июля 2002 (22 года)    | 183       | 78       | 916,667              | 2024/25     |
| 46                        | Луи Кревье       | Канада                    | Правый  | 4 мая 2001 (24 года)      | 203       | 97       | 900,000              | 2026/27     |
| 55                        | Артём Левшунов   | Беларусь                  | Правый  | 28 октября 2005 (19 лет)  | 186       | 81       | 975,000              | 2026/27     |
| 72                        | Алекс Власич     | Соединённые Штаты Америки | Левый   | 5 июня 2001 (24 года)     | 198       | 90       | 4,600,000            | 2029/30     |
| Левые крайние нападающие  |                  |                           |         |                           |           |          |                      |             |
| 13                        | Зак Сэнфорд      | Соединённые Штаты Америки | Левый   | 9 ноября 1994 (30 лет)    | 193       | 94       | 775,000              | 2024/25     |
| 17                        | Ник Фолиньо — К  | Соединённые Штаты Америки | Левый   | 31 октября 1987 (37 лет)  | 183       | 92       | 4,500,000            | 2025/26     |
| 59                        | Тайлер Бертуцци  | Канада                    | Левый   | 24 февраля 1995 (30 лет)  | 183       | 81       | 5,500,000            | 2027/28     |
| 62                        | Бретт Сени       | Канада                    | Левый   | 29 февраля 1996 (29 лет)  | 175       | 71       | 775,000              | 2024/25     |
| 73                        | Лукас Райхель    | Германия                  | Левый   | 17 мая 2002 (23 года)     | 183       | 78       | 1,200,000            | 2025/26     |
| 84                        | Лэндон Слэггерт  | Соединённые Штаты Америки | Левый   | 25 июня 2002 (23 года)    | 182       | 85       | 900,000              | 2026/27     |
| -                         | Андре Бураковски | Швеция                    | Левый   | 9 февраля 1995 (30 лет)   | 187       | 90       | 5,500,000            | 2026/27     |
| Центрфорварды             |                  |                           |         |                           |           |          |                      |             |
| -                         | Доминик Тонинато | Соединённые Штаты Америки | Левый   | 9 марта 1994 (31 год)     | 188       | 88       | 850,000              | 2026/27     |
| -                         | Сэм Лафферти     | Соединённые Штаты Америки | Правый  | 6 марта 1995 (30 лет)     | 185       | 88       | 2,000,000            | 2025/26     |
| 8                         | Райан Донато     | Соединённые Штаты Америки | Левый   | 9 апреля 1996 (29 лет)    | 185       | 82       | 4,000,000            | 2028/29     |
| 11                        | Оливер Мур       | Соединённые Штаты Америки | Левый   | 22 января 2005 (20 лет)   | 180       | 80       | 941,667              | 2026/27     |
| 16                        | Джейсон Дикинсон | Канада                    | Левый   | 4 июля 1995 (30 лет)      | 188       | 93       | 4,250,000            | 2025/26     |
| 20                        | Райан Грин       | Канада                    | Правый  | 21 октября 2003 (21 год)  | 188       | 87       | 950,000              | 2026/27     |
| 28                        | Колтон Дак       | Канада                    | Левый   | 4 января 2003 (22 года)   | 193       | 93       | 825,000              | 2025/26     |
| 86                        | Теуво Терявяйнен | Финляндия                 | Левый   | 11 сентября 1994 (30 лет) | 180       | 81       | 5,400,000            | 2026/27     |
| 89                        | Андреас Атанасиу | Канада                    | Левый   | 6 августа 1994 (30 лет)   | 188       | 85       | 4,520,000            | 2024/25     |
| 91                        | Фрэнк Назар      | Соединённые Штаты Америки | Правый  | 14 января 2004 (21 год)   | 179       | 79       | 950,000              | 2025/26     |
| 98                        | Коннор Бедард    | Канада                    | Правый  | 17 июля 2005 (20 лет)     | 178       | 84       | 950,000              | 2025/26     |
| Правые крайние нападающие |                  |                           |         |                           |           |          |                      |             |
| 22                        | Джозеф Андерсон  | Соединённые Штаты Америки | Правый  | 19 июня 1998 (27 лет)     | 180       | 86       | 800,000              | 2025/26     |
| 35                        | Аку Рятю         | Финляндия                 | Правый  | 5 июля 2001 (24 года)     | 184       | 85       | 896,250              | 2024/25     |
| 95                        | Илья Михеев      | Россия                    | Левый   | 10 октября 1994 (30 лет)  | 189       | 88       | 4,750,000            | 2025/26     |

### Штаб
| Должность            | Имя             | Страна                    | Дата рождения            | В должности |
| -------------------- | --------------- | ------------------------- | ------------------------ | ----------- |
| Генеральный менеджер | Кайл Дэвидсон   | Канада                    | 1 июля 1988 (37 лет)     | с 2022 года |
| Главный тренер       | Джефф Блэшилл   | Соединённые Штаты Америки | 10 декабря 1973 (51 год) | с 2025 года |
| Помощник тренера     | Андерс Серенсен | Швеция                    | 11 мая 1975 (50 лет)     | с 2024 года |
| Помощник тренера     | Майкл Пека      | Канада                    | 26 марта 1974 (51 год)   | с 2025 года |
| Тренер вратарей      | Джимми Уэйт     | Канада                    | 15 апреля 1969 (56 лет)  | с 2014 года |

### Неиспользуемые номера
- 1 — Гленн Холл, вратарь (1957—1967). Выведен из обращения 20 ноября 1988 года.
- 3 — Кит Магнусон, защитник (1969—1980). Выведен из обращения 12 ноября 2008 года.
- 3 — Пьер Пилот, защитник (1955—1968). Выведен из обращения 12 ноября 2008 года.
- 7 — Крис Челиос, защитник (1990—1999). Выведен из обращения 25 февраля 2024 года.
- 9 — Бобби Халл, крайний нападающий (1957—1972). Выведен из обращения 18 декабря 1983 года.
- 18 — Дени Савар, центральный нападающий (1980—1990, 1995—1997). Выведен из обращения 19 марта 1998 года.
- 21 — Стэн Микита, центральный нападающий (1958—1980). Выведен из обращения 19 октября 1980 года.
- 35 — Тони Эспозито, вратарь (1969—1984). Выведен из обращения 20 ноября 1988 года.
- 81 — Мариан Госса, крайний нападающий (2009—2018). Выведен из обращения 20 ноября 2022 года.

## Индивидуальные рекорды
- Наибольшее количество очков за сезон: Дени Савар — 131 (44+87 в 1987—88)
- Наибольшее количество заброшенных шайб за сезон: Бобби Халл — 58 (1968—69)
- Наибольшее количество результативных передач за сезон: Дени Савар — 87 (1981—82 и 1987—88)
- Наибольшее количество штрафных минут за сезон: Майк Пелузо — 408 (1991—92)
- Наибольшее количество очков, набранных защитником за один сезон: Дуг Уилсон — 85 (39+46 в 1981—82)
- Наибольшее количество «сухих» игр: Тони Эспозито — 15 (1969—70)